# 1448
Il 1448 (MCDXLVIII in numeri romani) è un anno bisestile del XV secolo.

## Eventi
- Viene fondato il Queens' College dell'Università di Cambridge.
- 17 ottobre - 20 ottobre – Nella seconda battaglia di Kosovo Polje i Turchi Ottomani sconfiggono definitivamente gli Ungheresi.
- Sforza incomincia la riconquista di Tortona, Piacenza e Cremona.
- Concordato di Vienna di Federico III d'Asburgo con la Santa Sede, che rimase in vigore fino al 1806 e regolò i rapporti tra questa e gli Asburgo.
- Costantino despota di Mistra ora diventa basileus con il nome di Costantino XI.
- Rottura canonica tra la Chiesa russa e la Chiesa cattolica (ed ortodossa).

## Nati
- 20 gennaio - Al-Qastallani, giurista arabo († 1517)
- 25 gennaio - Paolo Antonio Soderini, giurista e ambasciatore italiano († 1499)
- 14 febbraio - Nannina de' Medici, nobildonna italiana († 1493)
- 20 marzo - Maria di Savoia, nobile italiana († 1475)
- 17 aprile - Battista Spagnoli, poeta, religioso e pittore italiano († 1516)
- 14 luglio - Filippo del Palatinato, nobile († 1508)
- 11 agosto - Bernardo Rucellai, scrittore e umanista italiano († 1514)
- 7 settembre - Enrico di Württemberg, nobile tedesco († 1519)
- 4 novembre - Alfonso II di Napoli, sovrano italiano († 1495)
- 12 dicembre - John Talbot, III conte di Shrewsbury, militare inglese († 1473)
- Bartolomeo della Gatta, pittore, miniatore e religioso italiano († 1502)
- Giovanni Zaccaria Campeggi, giurista italiano († 1511)
- Casimiro II di Teschen, duca († 1528)
- Diego I Cavaniglia, nobile e condottiero italiano († 1481)
- Miguel Corte-Real, esploratore e navigatore portoghese († 1502)
- Enrico I di Münsterberg-Oels, nobile ceco († 1498)
- Gastone II di Foix-Candale, nobile francese († 1500)
- Gioacchino di Alessandria, arcivescovo ortodosso egiziano († 1567)
- Dorotea di Hohenzollern, nobildonna († 1519)
- Johannes Lazo, presbitero ungherese († 1523)
- Bartolomeo Melioli, incisore e orafo italiano († 1514)
- Michele da Cuneo, navigatore italiano († 1503)
- Jan III van Montfoort, nobile e militare olandese († 1522)
- Nicola I di Lorena, duca francese († 1473)
- Pietro II di Lussemburgo-Saint-Pol, nobile francese († 1482)
- Barbara Ragnoni, pittrice italiana († 1533)
- Francesco Rosselli, incisore italiano († 1513)
- Johannes von Soest, compositore e medico tedesco († 1506)
- Domenico da Tolmezzo, pittore e scultore italiano († 1507)
- Pietro da Ravenna, giurista italiano († 1508)
- Francisco de Bobadilla, militare spagnolo († 1502)

## Morti
- 3 gennaio - Anne de Beauchamp, XV contessa di Warwick, nobile (n. 1443)
- 6 gennaio - Cristoforo di Baviera, re (n. 1418)
- 17 febbraio - Nils Ragvaldsson, religioso svedese
- 29 marzo - Francesco di Biondo, vescovo cattolico italiano
- 6 aprile - Agnese di Kleve, principessa (n. 1422)
- 15 maggio - Uguccione dei Contrari, politico e militare italiano (n. 1379)
- 5 giugno - Bartolomeo Malatesti, vescovo cattolico italiano
- 11 giugno - Gianlucido Gonzaga, nobile e religioso italiano (n. 1421)
- 20 giugno - Guidantonio Manfredi, nobile italiano (n. 1407)
- 21 giugno - Taddeo d'Este, condottiero italiano
- 21 giugno - Teodoro II Paleologo, bizantino (n. 1396)
- 3 luglio - Battista Malatesta, letterata, filosofa e poetessa italiana (n. 1384)
- 7 luglio - Maria di Borbone-Clermont, nobile francese (n. 1428)
- 10 luglio - Stefano da Carrara, arcivescovo cattolico italiano
- 14 luglio - Gérard Machet, cardinale e vescovo cattolico francese (n. 1376)
- 27 luglio - Antonio Baratella, poeta italiano
- 4 agosto - Antonio Ordelaffi, nobile
- 14 agosto - Wincenty Kot z Dębna, cardinale e arcivescovo cattolico polacco
- 23 settembre - Adolfo I di Kleve, nobile (n. 1373)
- 30 settembre - Carlo II Tocco, nobile e politico italiano
- 31 ottobre - Giovanni VIII Paleologo, imperatore bizantino (n. 1392)
- 16 dicembre - Giano Fregoso, doge (n. 1405)
- Julijona Alšėniškė, nobildonna lituana
- Benedetto da Fiesole, miniatore e pittore italiano
- Borommaracha II, sovrano siamese
- Giovanni da Ossona, politico italiano
- Vasilij Jur'evič Kosoj, principe russo (n. 1421)
- Guglielmo Raimondo Moncada Carroz, nobile, politico e militare italiano
- Pietro Querini, mercante e navigatore italiano
- Al-Abshihi, letterato arabo (n. 1388)
- Bernard de la Planche, vescovo cattolico francese

## Calendario
| Calendario 1448 | Calendario 1448 | Calendario 1448 | Calendario 1448 | Calendario 1448 | Calendario 1448 | Calendario 1448 | Calendario 1448 | Calendario 1448 | Calendario 1448 | Calendario 1448 | Calendario 1448 | Calendario 1448 | Calendario 1448 | Calendario 1448 | Calendario 1448 | Calendario 1448 | Calendario 1448 | Calendario 1448 | Calendario 1448 | Calendario 1448 | Calendario 1448 | Calendario 1448 | Calendario 1448 | Calendario 1448 | Calendario 1448 | Calendario 1448 | Calendario 1448 | Calendario 1448 | Calendario 1448 | Calendario 1448 | Calendario 1448 | Calendario 1448 |
| --------------- | --------------- | --------------- | --------------- | --------------- | --------------- | --------------- | --------------- | --------------- | --------------- | --------------- | --------------- | --------------- | --------------- | --------------- | --------------- | --------------- | --------------- | --------------- | --------------- | --------------- | --------------- | --------------- | --------------- | --------------- | --------------- | --------------- | --------------- | --------------- | --------------- | --------------- | --------------- | --------------- |
|                 | 1               | 2               | 3               | 4               | 5               | 6               | 7               | 8               | 9               | 10              | 11              | 12              | 13              | 14              | 15              | 16              | 17              | 18              | 19              | 20              | 21              | 22              | 23              | 24              | 25              | 26              | 27              | 28              | 29              | 30              | 31              |                 |
| Gennaio         | Lu              | Ma              | Me              | Gi              | Ve              | Sa              | Do              | Lu              | Ma              | Me              | Gi              | Ve              | Sa              | Do              | Lu              | Ma              | Me              | Gi              | Ve              | Sa              | Do              | Lu              | Ma              | Me              | Gi              | Ve              | Sa              | Do              | Lu              | Ma              | Me              |                 |
| Febbraio        | Gi              | Ve              | Sa              | Do              | Lu              | Ma              | Me              | Gi              | Ve              | Sa              | Do              | Lu              | Ma              | Me              | Gi              | Ve              | Sa              | Do              | Lu              | Ma              | Me              | Gi              | Ve              | Sa              | Do              | Lu              | Ma              | Me              | Gi              |                 |                 |                 |
| Marzo           | Ve              | Sa              | Do              | Lu              | Ma              | Me              | Gi              | Ve              | Sa              | Do              | Lu              | Ma              | Me              | Gi              | Ve              | Sa              | Do              | Lu              | Ma              | Me              | Gi              | Ve              | Sa              | Do              | Lu              | Ma              | Me              | Gi              | Ve              | Sa              | Do              |                 |
| Aprile          | Lu              | Ma              | Me              | Gi              | Ve              | Sa              | Do              | Lu              | Ma              | Me              | Gi              | Ve              | Sa              | Do              | Lu              | Ma              | Me              | Gi              | Ve              | Sa              | Do              | Lu              | Ma              | Me              | Gi              | Ve              | Sa              | Do              | Lu              | Ma              |                 |                 |
| Maggio          | Me              | Gi              | Ve              | Sa              | Do              | Lu              | Ma              | Me              | Gi              | Ve              | Sa              | Do              | Lu              | Ma              | Me              | Gi              | Ve              | Sa              | Do              | Lu              | Ma              | Me              | Gi              | Ve              | Sa              | Do              | Lu              | Ma              | Me              | Gi              | Ve              |                 |
| Giugno          | Sa              | Do              | Lu              | Ma              | Me              | Gi              | Ve              | Sa              | Do              | Lu              | Ma              | Me              | Gi              | Ve              | Sa              | Do              | Lu              | Ma              | Me              | Gi              | Ve              | Sa              | Do              | Lu              | Ma              | Me              | Gi              | Ve              | Sa              | Do              |                 |                 |
| Luglio          | Lu              | Ma              | Me              | Gi              | Ve              | Sa              | Do              | Lu              | Ma              | Me              | Gi              | Ve              | Sa              | Do              | Lu              | Ma              | Me              | Gi              | Ve              | Sa              | Do              | Lu              | Ma              | Me              | Gi              | Ve              | Sa              | Do              | Lu              | Ma              | Me              |                 |
| Agosto          | Gi              | Ve              | Sa              | Do              | Lu              | Ma              | Me              | Gi              | Ve              | Sa              | Do              | Lu              | Ma              | Me              | Gi              | Ve              | Sa              | Do              | Lu              | Ma              | Me              | Gi              | Ve              | Sa              | Do              | Lu              | Ma              | Me              | Gi              | Ve              | Sa              |                 |
| Settembre       | Do              | Lu              | Ma              | Me              | Gi              | Ve              | Sa              | Do              | Lu              | Ma              | Me              | Gi              | Ve              | Sa              | Do              | Lu              | Ma              | Me              | Gi              | Ve              | Sa              | Do              | Lu              | Ma              | Me              | Gi              | Ve              | Sa              | Do              | Lu              |                 |                 |
| Ottobre         | Ma              | Me              | Gi              | Ve              | Sa              | Do              | Lu              | Ma              | Me              | Gi              | Ve              | Sa              | Do              | Lu              | Ma              | Me              | Gi              | Ve              | Sa              | Do              | Lu              | Ma              | Me              | Gi              | Ve              | Sa              | Do              | Lu              | Ma              | Me              | Gi              |                 |
| Novembre        | Ve              | Sa              | Do              | Lu              | Ma              | Me              | Gi              | Ve              | Sa              | Do              | Lu              | Ma              | Me              | Gi              | Ve              | Sa              | Do              | Lu              | Ma              | Me              | Gi              | Ve              | Sa              | Do              | Lu              | Ma              | Me              | Gi              | Ve              | Sa              |                 |                 |
| Dicembre        | Do              | Lu              | Ma              | Me              | Gi              | Ve              | Sa              | Do              | Lu              | Ma              | Me              | Gi              | Ve              | Sa              | Do              | Lu              | Ma              | Me              | Gi              | Ve              | Sa              | Do              | Lu              | Ma              | Me              | Gi              | Ve              | Sa              | Do              | Lu              | Ma              |                 |